# Championnat du Zimbabwe de football 2006
Navigation
Saison suivante Saison suivante
La saison 2006 du Championnat du Zimbabwe de football est la quarante-quatrième édition de la première division professionnelle au Zimbabwe à poule unique, la National Premier Soccer League. Seize clubs prennent part au championnat qui prend la forme d'une poule unique où toutes les équipes se rencontrent deux fois au cours de la saison. En fin de saison, les trois derniers du classement sont directement relégués et remplacés par les trois meilleurs clubs de Division One.
C'est le club de Highlanders FC qui termine en tête du classement final, avec onze points d'avance sur Motor Action FC et seize sur Masvingo United. C'est le 7e titre de champion du Zimbabwe de l'histoire du club, le cinquième en huit saisons.

## Les clubs participants
| - Motor Action FC - CAPS United - Black Rhinos - Chapungu United - Shooting Stars Harare - Promu de Division One - Lancashire Steel FC - Hwange FC - Railstars Gwanda United | - Highlanders FC - Dynamos FC Harare - Mwana Africa FC - Promu de Division One - Masvingo United - Shabanie Mine - Zimbabwe Saints - Promu de Division One - Monomotapa United - Buymore FC |

## Compétition
Le barème de points servant à établir le classement se décompose ainsi :
- Victoire : 3 points
- Match nul : 1 point
- Défaite : 0 point

### Classement
| Rang | Équipe                  | Pts | J  | G  | N  | P  | Bp | Bc | Diff |
| ---- | ----------------------- | --- | -- | -- | -- | -- | -- | -- | ---- |
| 1    | Highlanders FC          | 65  | 30 | 20 | 5  | 5  | 56 | 26 | +30  |
| 2    | Motor Action FC         | 54  | 30 | 15 | 9  | 6  | 41 | 29 | +12  |
| 3    | Masvingo United         | 49  | 30 | 14 | 7  | 9  | 37 | 31 | +6   |
| 4    | CAPS United T           | 47  | 30 | 13 | 8  | 9  | 36 | 33 | +3   |
| 5    | Hwange FC               | 47  | 30 | 14 | 5  | 11 | 40 | 43 | -3   |
| 6    | Dynamos FC Harare       | 46  | 30 | 12 | 10 | 8  | 41 | 30 | +11  |
| 7    | Chapungu United FC      | 45  | 30 | 14 | 3  | 13 | 46 | 37 | +9   |
| 8    | Monomotapa United       | 43  | 30 | 11 | 10 | 9  | 39 | 31 | +8   |
| 9    | Black Rhinos            | 43  | 30 | 12 | 7  | 11 | 34 | 34 | 0    |
| 10   | Mwana Africa FC P C     | 43  | 30 | 12 | 7  | 11 | 35 | 37 | -2   |
| 11   | Buymore FC              | 37  | 30 | 9  | 10 | 11 | 24 | 28 | -4   |
| 12   | Lancashire Steel FC     | 33  | 29 | 8  | 9  | 12 | 27 | 34 | -7   |
| 13   | Shooting Stars Harare P | 32  | 30 | 8  | 8  | 14 | 39 | 47 | -8   |
| 14   | United Railstars Gwanda | 31  | 30 | 8  | 7  | 15 | 41 | 48 | -7   |
| 15   | Shabanie Mine FC        | 27  | 30 | 6  | 9  | 15 | 28 | 44 | -16  |
| 16   | Zimbabwe Saints P       | 17  | 29 | 5  | 2  | 22 | 23 | 55 | -32  |

|  | Qualification pour la Ligue des champions 2007                                      |
|  | Qualification pour la Coupe de la confédération 2007                                |
|  | Relégation en deuxième division                                                     |
|  | T : Tenant du titre C : Vainqueur de la Coupe du Zimbabwe P : Promu de Division One |

- La rencontre entre Lancashire Steel et Zimbabwe Saints est d'abord reportée à cause d'un problème de maillots entre les deux formations, puis purement et simplement annulée à la suite du refus des Saints de rejouer ce match.

## Bilan de la saison
| Championnat du Zimbabwe de football 2006 |                                                       |
| Champion                                 | Highlanders FC (4e titre)                             |
| Coupes et trophées                       |                                                       |
| Vainqueur de la Coupe du Zimbabwe 2006   | Mwana Africa FC                                       |
| Qualifications continentales             |                                                       |
| Ligue des champions 2007                 | Highlanders FC                                        |
| Coupe de la confédération 2007           | Mwana Africa FC                                       |
| Promotions et relégations                |                                                       |
| Promus en National Premier Soccer League | Eastern Lions FC Lengthens FC Njube Sundowns          |
| Relégués en Division One                 | Railstars Gwanda United Shabanie Mine Zimbabwe Saints |